# Adrian (Oregon)
Pour les articles homonymes, voir Adrian.
Adrian est une municipalité américaine située dans le comté de Malheur en Oregon.
Lors du recensement de 2010, sa population est de 177 habitants. La municipalité s'étend sur 0,24 milles carrés (0,62 km2).
En 1911, l'Oregon Short Line Railroad s'implante dans la région. Si un village existe sur la rive orientale de la Snake, Riverview, le chemin de fer passe sur l'autre rive. Reuben McCreary dessine alors une nouvelle localité sur la rive ouest, qu'il nomme Adrian, en l'honneur de sa ville natale d'Adrian (Illinois). Adrian devient une municipalité le 10 juillet 1972.